# لا تدمرني معك (فلم)
لا تدمرني معك هو فيلم دراما مصري من إخراج محمد عبد العزيز وبطولة مديحة كامل،عزت العلايلي، ليلى طاهر، إيمان الطوخي، عماد رشاد وسلوى خطاب، صدر الفليم في 20 أكتوبر 1986.

## نبذة
مديرة بنك ناجحة ومتزوجة، تتهم بالخطأ في قضية دعارة ويتشدد معها وكيل النيابة، فتسجن وتنهار حياتها، تخرج من السجن لتنتقم من وكيل النيابة وتدمر كل من حوله.

## طاقم العمل
- مديحة كامل بدور هدى
- عزت العلايلي بدور فارس أمين
- ليلة طاهر بدور فتحية
- إيمان الطوخي بدور أحلام
- عماد رشاد بدور محمود
- سلوى خطاب بدور بشرى
- صبري عبد العزيز بدور توفيق

## وصلات خارجية
- مقالات تستعمل روابط فنية بلا صلة مع ويكي بيانات